# Lemvig HB
El Lemvig HB es un equipo de balonmano de la localidad danesa de Lemvig. Actualmente milita en la Primera División de la HåndboldLigaen. El club es una refundación del NNFH Lemvig cuando asciende en 2006 a la máxima categoría danesa.